# 2320 Blarney
2320 Blarney este un asteroid din centura principală, descoperit pe 29 august 1979 de Paul Wild.